# Melicoccus bijugatus
Melicoccus bijugatus là một loài thực vật có hoa trong họ Bồ hòn. Loài này được Jacq. mô tả khoa học đầu tiên năm 1760.

## Hình ảnh

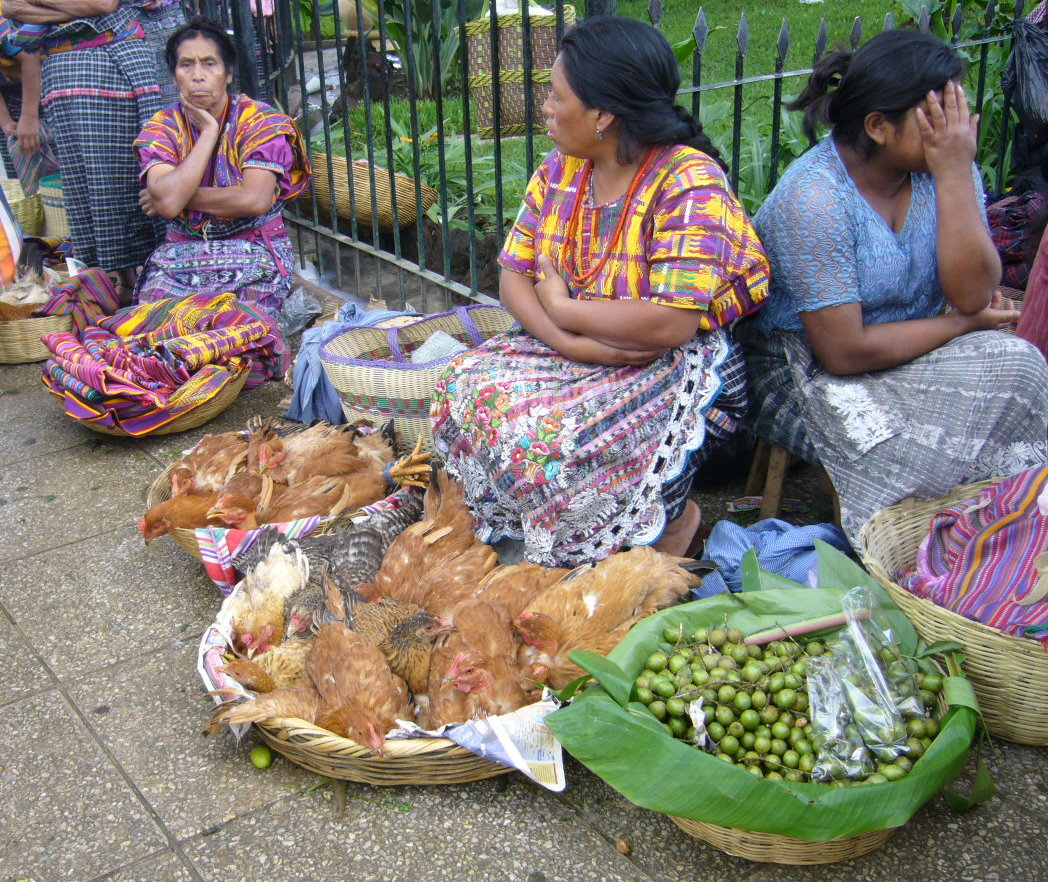
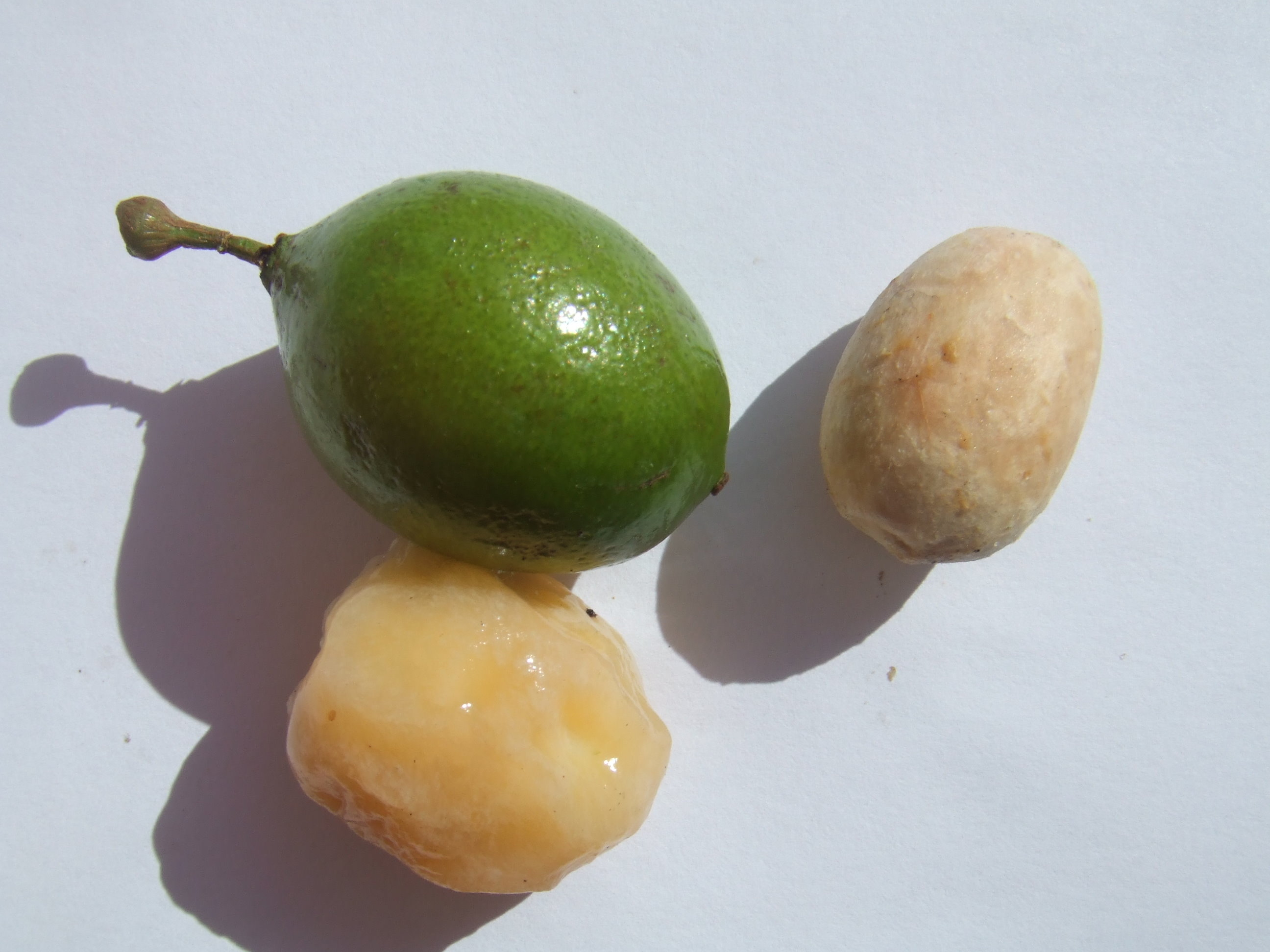
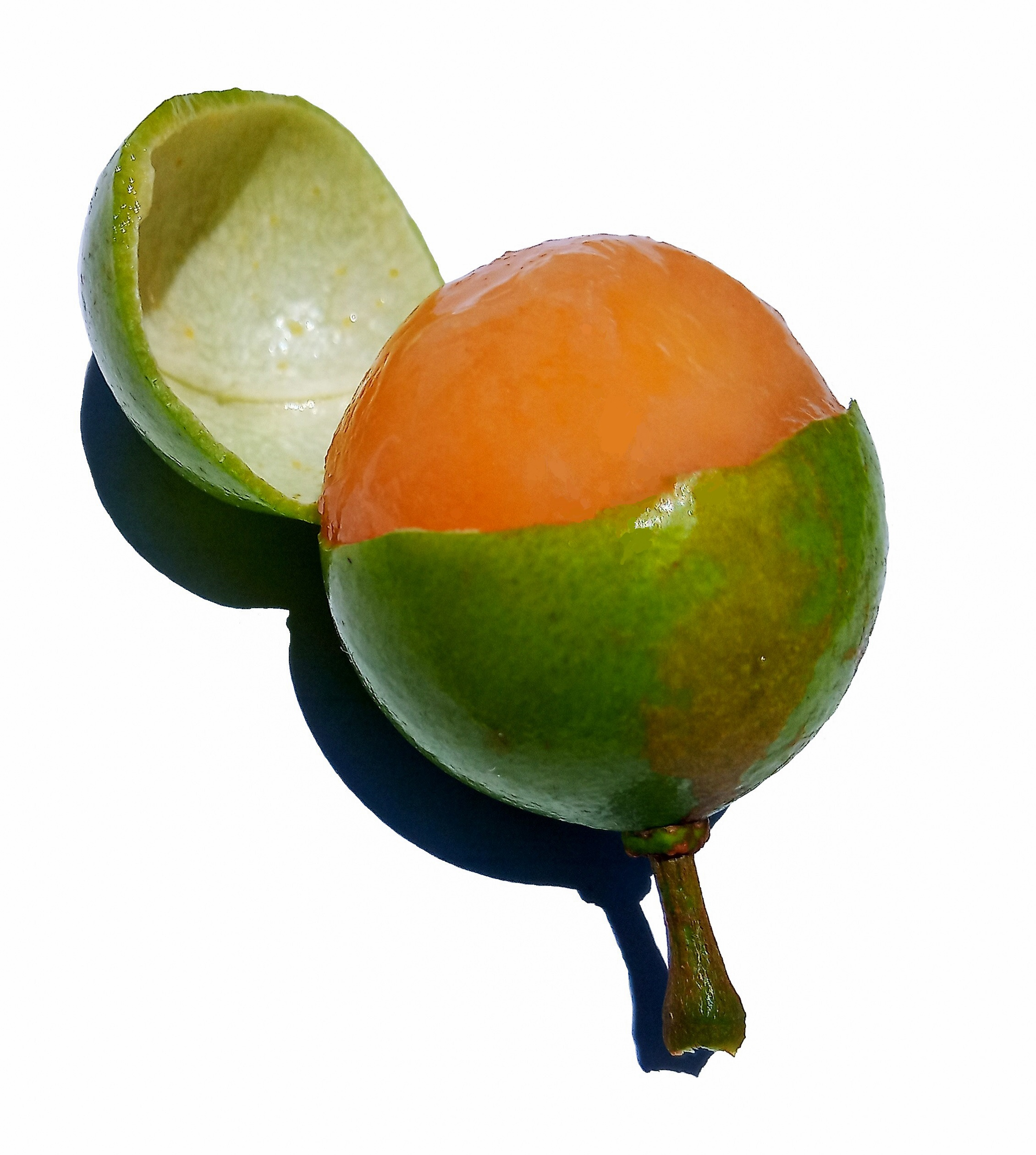